# Сова-голконіг далекосхідна
Сова́-голконі́г далекосхідна (Ninox scutulata) — вид совоподібних птахів родини совових (Strigidae). Мешкає в Південній і Південно-Східній Азії.

## Опис

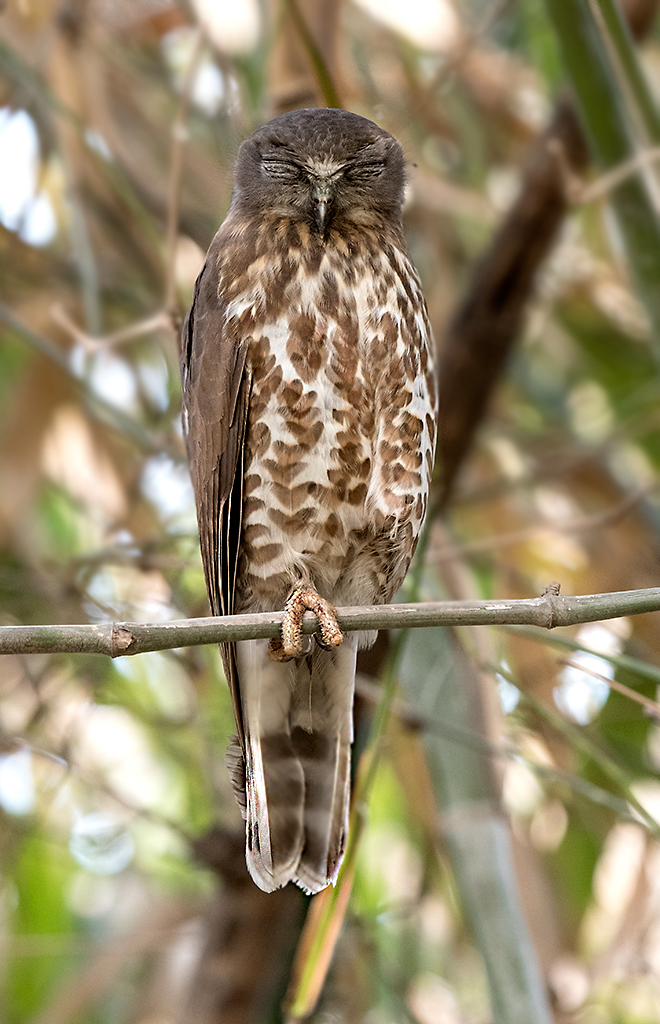
Далекосхідна сова-голконіг (Делі, Індія)

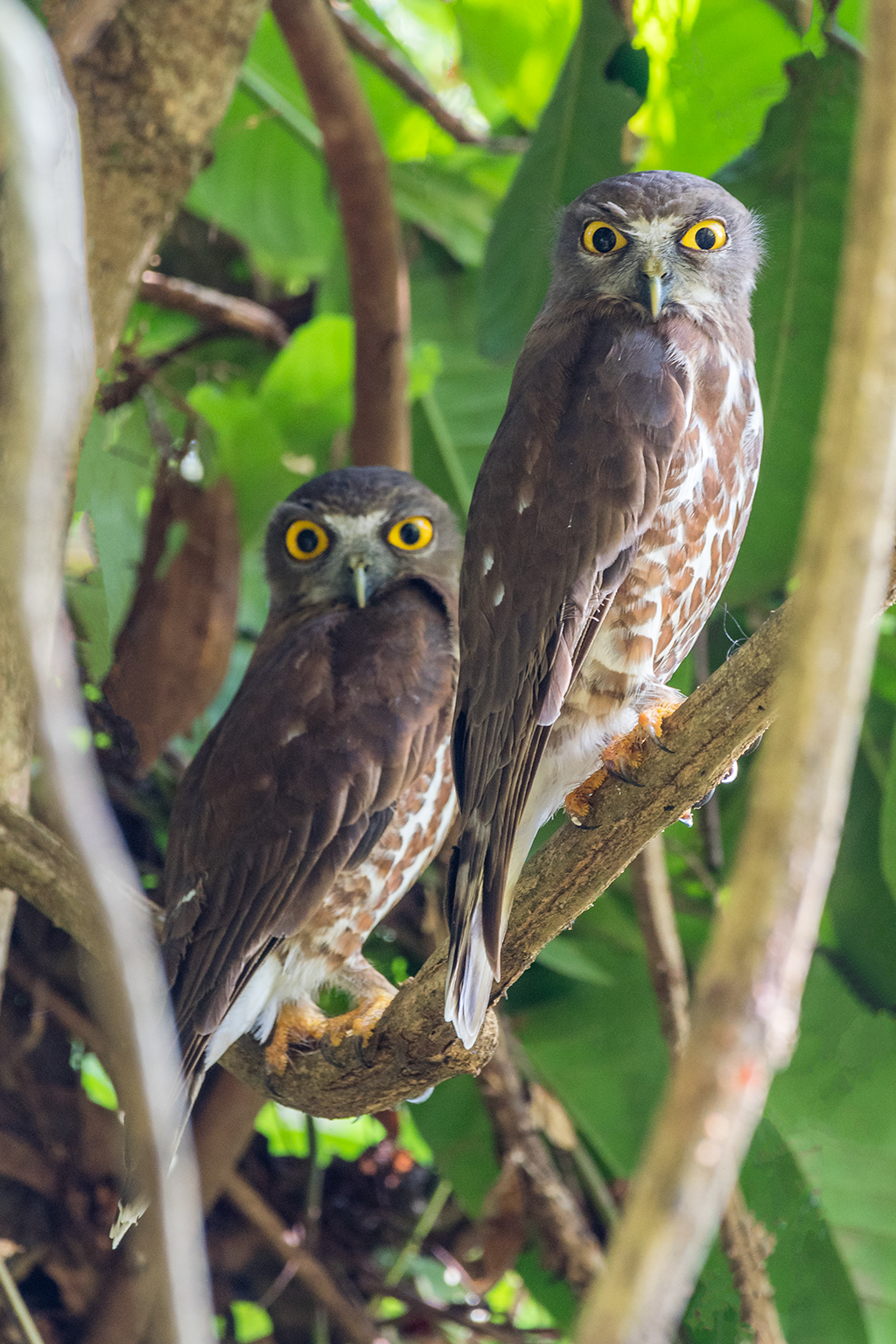
Пара далекосхідних сов-голконогів (Керала, Індія)

Довжина птаха становить 27—33 см, з яких від 9,7 до 13,6 см припадає на хвіст, вага 170—230 г. Самці є дещо більшими за самиць, однак загалом виду не притаманний статевий диморфізм. Представники різних підвидів дещо різняться за розмірами і забарвленням.
У представників номінативного підвиду тім'я і потилиця шоколадно-коричневі, поцятковані нечіткими охристими смужками. Лицевий диск слабо виражений, обличчя коричневе, поцятковане численними вузькими білими смужками, лоб більш світлий. Верхня частина тіла рівномірно шоколадно-коричнева, верхні покривні пера крил мають білі плями на зовнішніх опахалах. Першорядні і другорядні махові пера шоколадно-коричневі, поцятковані вузькими охристими поперечними смужками. Хвіст темно-коричневий, поцяткований широкими сірувато-коричневими поперечними смугами, кінчики стернових пер білі. Нижня частина тіла білувата, поцяткована великими краплеподібними рудувато-коричневими вертикальними смужками. Райдужки яскраво-жовті, дзьоб синювато-чорний зі світлішим кінчиком, восковиця тьмяно-зелена або зеленувато-коричнева, лапи оперені, пальці зеленувато-жовті.

## Підвиди
Виділяють дев'ять підвидів:
- N. s. lugubris (Tickell, 1833) — від Північної і Центральної Індії до західного Непала і Ассама;
- N. s. burmanica Hume, 1876 — від Північно-Східної Індії до Південного Юньнаня, Таїланда і Індокитаю;
- N. s. hirsuta (Temminck, 1824) — Південна Індія і острів Шрі-Ланка;
- N. s. isolata Baker, ECS, 1926 — острів Кар-Нікобар;
- N. s. rexpimenti Abdulali, 1979 — острів Великий Нікобар;
- N. s. scutulata (Raffles, 1822) — Малайський півострів, Суматра, острови Ріау і Банка;
- N. s. javanensis Stresemann, 1928 — Палаван і сусідні острови;
- N. s. borneensis (Bonaparte, 1850) — західна Ява;
- N. s. palawanensis Ripley & Rabor, 1962 — Калімантан і північні острови Натуна[en].

Північні, темнопері і брутантні сови-голконоги раніше вважалася конспецифічними з далекосхідною совою-голконогом, однак була визнані окремими видами.

## Поширення і екологія
Далекосхідні сови-голконоги мешкають в Індії, Непалі, Бутані, Бангладеш, Китаї, М'янмі, Таїланді, Лаосі, В'єтнамі, Камбоджі, Малайзії, Індонезії, Брунеї, на Філіппінах і Шрі-Ланці. Вони живуть у вологих рівнинних тропічних лісах, в заболочених і мангрових лісах, на висоті до 1500 м над рівнем моря. На Індійському субконтиненті вони часто зустрічаються в галерейних лісах, на плантаціях, в парках і садах, поблизу людських поселень, у Південно-Східній Азії зустрічаються переважно в первинних тропічних лісах, подалі від людей.
Далекосхідні сови-голконоги ведуть переважно присмерковий і нічний спосіб життя, а день проводять у густій кроні дерева. Зустрічаються поодинці або парами. Живляться комахами, зокрема жуками і кониками, а також амфібіями, ящірками, дрібними птахами, гризунами, іноді також кажанами.
На півночі Індії гніздування у далекосхідних сов-голконогів відбувається у травні-липні, на Суматрі у березні-квітні. В це час птахи часто кричать дуетом. Вони гніздяться в дуплах дерев, у кладці від 2 до 5 яєць. Інкубаційний період триває 25 днів. Насиджують самиці, а самці годують їх. За пташенятами доглядають і самиці, і самці. Вони покидають гніздо через 24—27 днів після вилуплення, однак батьки продовжують піклуватися про них ще деякий час.